# 爆走コンボイ伝説〜男花道アメリカ浪漫〜
『爆走コンボイ伝説〜男花道アメリカ浪漫〜』（ばくそうコンボイでんせつ おとこはなみち アメリカろまん）は2004年1月22日にスパイクからPlayStation 2にて発売されたトラックレースゲーム。
メディアはCD-ROM。セミトレーラーに乗り、アメリカにある架空の5つの町を横断しながら、ライバル達と競い合う。イギリスのEutechnyxが2002年に開発した『Big Mutha Truckers』の日本版で、海外ではPlayStation 2版の他、ニンテンドー ゲームキューブ、Xbox、Windows、ゲームボーイアドバンス、ニンテンドーDSなどでも発売されている。日本未発売だが、続編『Big Mutha Truckers 2』がPlayStation 2、Xbox、Windowsにて発売されている。

## ストーリー
アメリカ南部にある架空のヒック・ステート・カウンティ（州郡）にあるジャクソン家が営むトラック運送会社「Big Mutha Truckers」のオーナーのママが引退。後継者になるため長男アール、次男ローカス、三男クリータス、長女ボビースーが大型トレーラーを運転し、60日間の期限まで、5つの町キャピタルシティ、ソルトシーシティ、スモークスタックハイツ、グリーンバック、スキーターズクリークの間を走り、取引して、妨害行為を行って来るポリスカー、ライバルトラック、無法者のバイカー集団を振り切り、荷物を届けたり購入、販売、稼いだりして、一番稼いだ者が後継者になる。

## 概要
セガから発売された『エイティーン・ホイーラー』に似た内容のゲームとなっている。
ライバルトラックとのレースやバーでスロットマシンで遊んで、金を賭けたり、高利貸しを受けたりする事が出来る。
ガレージの中で、グラフィックツールを使って自由にロゴを作ったり、購入したり、パーツやペイントをしたりアップグレードが出来る。
日本版ではシークレットでの隠し要素で自トラックをデコトラ風に出来たり、ゲーム中にBGMが聴けるラジオ局で演歌が流れる局があったりと、「爆走コンボイ伝説」と言う日本版のタイトル名から、同スパイクからも発売されている爆走デコトラ伝説シリーズのアメリカントラック版を意識した、日本語版ローカライズがされている事が分かる。

## BGMとラジオ局
トラックから流れる。有名グループの歌などが収録されている。

### YAK FM
深南部のDJのコメディアンによるトークが聴ける。

### YEEHAWY! FM
カントリーとブルースが流れる。
- The Corb Lund Band -「Roughest Neck Around」
- ソニー・ジョージ -「Truck On Boy」、「Truck Driver Man No.1」
- エルモア・ジェームス -「Shake Your Money Maker」
- エヴァリー・ブラザース -「Ladies Love Outlaws」

### K ROK
ロックが流れる。
- ステッペンウルフ -「Born To Be Wild」（このゲームのテーマ曲にも採用されており、オープニングでも流れている）
- ディープ・パープル -「Smoke on the Water」
- ベラ・クルーズ -「Keep All the Lies」
- ウィスキー・ビスケット -「Kids Hangin' Out」

### SPACE 108
テクノが流れる。
- キサン・タイラー（ボーカル）、ケイティ・ホームズ（作詞）、スティーヴン・ハギュー（プロデュース） -「Sun is Shining」
- ダーティ・ヴェガス -「Ghosts」
- クリスティーナ・アンフレット、クレイヴ・ヤング -「I Know what I Like」
- キャンディス、クレイヴ・ヤング、ヴェルニー・スコルツ -「Unexperience」

### MC ESCHER
ファンクが流れる。
- ステレオMC'S -「Deep Down & Dirty」

### DYNAMITE ENKA
演歌が流れる。日本版ではYAK FMからこちらに変更。
- 山本譲二 & 小金沢昇司 -「人生航路」
- 山本譲二 & 山口ひろみ -「夢の海道男道」
- 山本譲二 -「放浪〜さすらい〜」